# Atrochromadora parva
Atrochromadora parva (syn. Spilophora parva) is een rondwormensoort uit de familie van de Chromadoridae. De wetenschappelijke naam van de soort is voor het eerst geldig gepubliceerd in 1893 door De Man.